# Сражение при Тренчине
Сражение при Тренчине (венг. Trencséni csata) — битва между венгерскими силами куруцев Ференца II Ракоци и имперской армией Габсбургской монархии во время восьмилетней Войны за независимость под руководством Ференца Ракоци.
В 1708 году Ференц II Ракоци решил ввести свои войска в Силезию, чтобы подготовить почву для планов Фридриха Вильгельма I Прусского принять венгерскую корону, тем самым укрепив силезских протестантов. Его армия двинулась вниз по реке Ваг и планировала пройти мимо города Тренчин на пути в Моравию. Однако город оказался в руках усиленного гарнизона войск Габсбургов. Сначала Ракоци не собирался осаждать Тренчин, чтобы не ослаблять свою армию, но под давлением других командиров решил это сделать. Командир гарнизона Зигберт Хейстер узнал о передвижении куруцев и начал готовить своих солдат к атаке.
После тяжелого ночного марша около шести часов армия Хейстера достигла холмистого поля битвы, и утром 3 августа 1708 года 8 000 габсбургско-сербских солдат выстроились напротив с 15 000 куруцев, имевших 12 пушек. Правое крыло венгерской армии состояло из легкой кавалерии и части пехоты под командованием Лоренца Пекри. Середину составляла артиллерия, прикрытая немецкой кавалерией, а также польскими и немецкими карабинерами под командованием полковника де ла Мотта. Левое крыло состояло из остальной пехоты. Местность впереди была пересеченной, с двумя искусственными прудами, расположенными рядом друг с другом, с насыпью (плотиной) между ними. 
Когда Зигберт Хейстер увидел преобладающее количество куруцев и их выгодное расположение, он решил отказаться от сражения и отступить в Тренчинский замок. В момент начала выполнения приказа на отступление, около 8 часов, венгерская артиллерия открыла огонь, и правое крыло (кавалерия) Пекри рысью пошла через насыпь (плотину) в атаку. Тем временем Пекри предупредили, что узкий проход может помешать атаке, поэтому он решил отступить с этих позиций. В то время как его кавалерия начала поворачивать назад, она была контратакована кавалерией Яноша Палфи, верного империи венгра, и в беспорядке отступила.
Среднее и левое венгерское крыло тем временем отбивались от имперских наемников, но бегство правого крыла вызвало неустойчивость войск. Ракоци лично бросился в бой, однако при прыжке через один из рвов упал с лошади и потерял сознание. Слухи о его мнимой смерти начали распространяться среди солдат, и его армия бросилась бежать. Таким образом кавалерия Хейстера разбила в три раза большую армию куруцев в течение трех часов. 
В результате около 3000 куруцев погибли или были ранены, 500 попали в плен, были захвачены все 12 пушкек. Потери габсбургских войск были невелики.
Войска Хейстера преследовали оставшихся куруцев, захватили шахтерские города в Северной Венгрии, взяли Нитру и начали осаду Эрсекуйвара (ныне Нове-Замки). К концу 1708 года венгерские повстанцы потеряли всю северо-западную Венгрию, и часть куруцев перешла на сторону Габсбургов. Вскоре повстанцы потеряли Барс, Хонт, город Зволен, и в начале 1709 года вынуждены были отступить из Липто (сегодня Липтовская область).